# Podmorje istočne obale otoka Krka
Podmorje istočne obale otoka Krka este o arie protejată (sit de importanță comunitară — SCI) din Croația întinsă pe o suprafață de 387,44 ha, integral marine.

## Localizare
Centrul sitului Podmorje istočne obale otoka Krka este situat la coordonatele 45°02′20″N 14°44′46″E / 45.039°N 14.746°E.

## Înființare
Situl Podmorje istočne obale otoka Krka a fost declarat sit de importanță comunitară în iulie 2013 pentru a proteja un număr necunoscut de specii din flora spontană și fauna sălbatică aflate în arealul zonei.

## Biodiversitate
Situată în ecoregiunea marină mediteraneană, aria protejată conține 3 habitate naturale: Recifuri, Straturi cu Posidonia (Posidonion oceanicae), Peșteri marine scufundate complet sau parțial.
La baza desemnării sitului se află un număr nedeclarat de specii protejate.